# 1989-es US Open (tenisz)
Az 1989-es US Open az év negyedik Grand Slam-tornája, a US Open 109. kiadása. New Yorkban rendezték meg augusztus 28. és szeptember 10. között.
A férfiaknál a német Boris Becker győzött, a nőknél a szintén német Steffi Graf megvédte címét.

## Döntők

### Férfi egyes
Boris Becker -   Ivan Lendl, 7-6, 1-6, 6-3, 7-6

### Női egyes
Steffi Graf -  Martina Navratilova, 3-6,7-5, 6-1

### Férfi páros
John McEnroe /  Mark Woodforde -  Ken Flach /  Robert Seguso, 6-4 4-6 6-3 6-3

### Női páros
Hana Mandlíková /  Martina Navratilova -  Pam Shriver /  Mary Joe Fernández, 5-7, 6-4, 6-4

### Vegyes páros
Robin White /  Shelby Cannon -  Meredith McGrath /  Rick Leach, 3-6 6-2 7-5

## Juniorok

### Fiú egyéni
Jonathan Stark –  Nicklas Kulti 6–4, 6–1

### Lány egyéni
Jennifer Capriati –  Rachel McQuillan 6–2, 6–3

### Fiú páros
Wayne Ferreira /  Grant Stafford –  Martin Damm /  Jan Kodeš Jr. 6–3, 6–4

### Girls' Doubles
Jennifer Capriati /  Meredith McGrath –  Jo-Anne Faull /  Rachel McQuillan 6–0, 6–3